# Gare de Berlin-Westend
La gare de Berlin Westend est une gare ferroviaire à Berlin. Elle est située dans le quartier de Charlottenbourg mais juste à la frontière du quartier de Westend sur le pont et la rue Spandauer Damm.
Elle se trouve sur le Ringbahn et est également la gare terminus de la ligne 46 du S-Bahn de Berlin qui circule jusqu'à la gare de Königs Wusterhausen au sud-est de la ville.